# Ridala (Saaremaa)
Koordinaten: 58° 27′ N, 23° 2′ O
Ridala ist ein Dorf (estnisch küla) auf der größten estnischen Insel Saaremaa. Es gehört zur Landgemeinde Saaremaa (bis 2017: Landgemeinde Laimjala) im Kreis Saare.

## Beschreibung
Der Ort wurde erstmals im Jahre 1434 unter dem Namen Ruttel urkundlich erwähnt. Das Dorf hat heute 28 Einwohner (Stand 31. Dezember 2011). Es liegt 40 Kilometer nordöstlich der Inselhauptstadt Kuressaare.
Bei Ridala haben Archäologen Anfang der 1960er Jahre Reste einer befestigten Siedlung nachgewiesen. Sie wurde wahrscheinlich im 8. oder 7. Jahrhundert vor Christus bei feindlichen Angriffen und einem Brand zerstört. Von drei Seiten war sie zur damaligen Zeit von Meer umgeben gewesen.